# Dębowa Góra (kolonia w województwie warmińsko-mazurskim)
Dębowa Góra (niem. Eichberg) – kolonia w Polsce położona w województwie warmińsko-mazurskim, w powiecie olsztyńskim, w gminie Olsztynek. Miejscowość wchodzi w skład sołectwa Pawłowo. W latach 1975–1998 miejscowość należała administracyjnie do województwa olsztyńskiego.
Osada położona pół kilometra za Pawłowem, przy szosie Pawłowo-Grunwald. W miejscowości jest tartak (filia przedsiębiorstwa Interlas w Podkowie Leśnej). W 2005 r. w osadzie było 25 mieszkańców.